# Alytes almogavarii
Alytes almogavarii – gatunek płaza bezogonowego z rodziny ropuszkowatych występujący endemicznie w południowo-wschodniej Francji i północno-wschodniej Hiszpanii. Z wyglądu podobny do pętówki babienicy, za której podgatunek uważany był do 2020 roku. Podobnie jak inni przedstawiciele swojego rodzaju, samce tego gatunku płaza noszą sznur zapłodnionych jaj przywiązany do kończyn tylnych. Gatunek najmniejszej troski (LC) w związku z m.in. rozległym zasięgiem występowania oraz dużymi rozmiarami populacji. 

## Pozycja taksonomiczna i informacje ogólne
Po raz pierwszy opisany w 1995 roku jako podgatunek pętówki babienicy (Alytes obstetricans) – A. obstetricans almogavarii. W 2020 roku wykazano częściową izolację rozrodczą pomiędzy pętówką babienicą i A. almogavarii. Obecnie uważany jest za osobny gatunek. Z wyglądu podobny do pętówki babienicy, od której różni się m.in. budową czaszki oraz dźwiękami wydawanymi podczas okresu godowego (ang. breeding calls). Dokładne różnice w wyglądzie zewnętrznym nie zostały jeszcze zbadane. W 2021 roku opisano podgatunek A. almogavarii inigoi występujący endemicznie w północnej części hiszpańskiej prowincji Huesca.

## Zasięg występowania i siedlisko
Gatunek ten występuje w południowo-wschodniej Francji i północno-wschodniej Hiszpanii (Aragonia i Katalonia) na wysokościach 0–2300 m n.p.m. Jego zasięg w południowo-wschodniej Francji nie jest dobrze poznany. Gatunek ten zasiedla wiele rodzajów siedlisk, takich jak wysoko położone łąki, lasy, pola uprawna oraz miejskie parki i ogrody.

## Rozmnażanie
Podobnie jak u innych przedstawicieli rodzaju Alytes do kopulacji dochodzi na lądzie, po czym przez kilka tygodni samiec nosi sznur jaj przywiązany do nóg, z którymi następnie udaje się do zbiornika wodnego, gdzie kijanki wydostają się z jaj.

## Status i ochrona
IUCN klasyfikuje tego płaza jako gatunek najmniejszej troski (LC) w związku ze stosunkowo rozległym zasięgiem, tolerancją na modyfikację środowiska oraz dużymi rozmiarami populacji. Populacjom zagrażać może degradacja środowiska (spowodowana m.in. urbanizacją oraz używaniem herbicydów i pestycydów na obszarach wiejskich), introdukowane gatunki obce, takie jak żółwie z rodzaju Trachemys, raki czy ryby. Płaz ten (tak jaki inni przedstawiciele rodzaju) może być podatny również na chytridiomikozę oraz infekcje spowodowane ranawirusami. A. almogavarii występuje m.in. w parkach narodowych Ordesa y Monte Perdido w Aragonii oraz d’Aigüestortes i Estany de Sant Maurici w Katalonii. W dalszej ochronie pomóc może lepsze zbadanie jego rozmieszczenia oraz monitorowanie populacji pod kątem potencjalnych infekcji grzybicznych.